# Всеобщие выборы в Малайской Федерации (1955)
Первые всеобщие выборы в Малайской федерации в Федеральный законодательный совет проводились 27 июля 1955 года в преддверии объявления независимости от Великобритании в 1957 году. До этих выборов Федеральный законодательный совет назначался Верховным британским комиссаром в Малайе. В 1954 году в коалиционную Союзную партию вошёл вновь сформированный Малайский индийский конгресс.  
В результате выборов Союзная партия одержала убедительную победу, получив 71 место из 72 мест Законодательного совета. Единственным оппозиционным депутатом стал кандидат от Всемалайской исламистской партии Хаджи Ахмад Туан Хуссейн, которого прозвали «Мистер Оппозиция». Явка составила 82,8%.
Премьер-министром страны стал член Альянса Абдул Рахман.

## Результаты
| Партия                                               | Голоса    | %     | Места | %     |
| ---------------------------------------------------- | --------- | ----- | ----- | ----- |
| Союзная партия                                       | 818 013   | 79,6  | 51    | 98,1  |
| Национальная партия Негара                           | 78 909    | 7,6   | 0     | 0,0   |
| Всемалайская исламистская партия                     | 40 667    | 3,9   | 1     | 1,9   |
| Национальная ассоциация Перака                       | 20 996    | 2,0   | 0     | 0,0   |
| Перакская малайская лига                             | 5 433     | 0,5   | 0     | 0,0   |
| Народная прогрессивная партия                        | 1 081     | 0,1   | 0     | 0,0   |
| Рабочая партия Малайи                                | 4 786     | 0,4   | 0     | 0,0   |
| Независимые                                          | 31 642    | 3,0   | 0     | 0,0   |
| Недействительные/пустые бюллетени                    | 25 684    | —     | —     | —     |
| Всего                                                | 1 027 211 | 100,0 | 52    | 100,0 |
| Источник: The Malayan Elections, Francis G. Carnell. |           |       |       |       |